# Кийвукюла
Ки́йвукюла (ест. Kõivuküla) — село в Естонії, у волості Кастре повіту Тартумаа.

## Населення
Чисельність населення на 31 грудня 2011 року становила 31 особу.

## Географія
Через населений пункт проходить автошлях 22260 (Вана-Кастре — Ройу).

## Історія
До 24 жовтня 2017 року село входило до складу волості Гааслава.